# Packera pauciflora
Packera pauciflora là một loài thực vật có hoa trong họ Cúc. Loài này được (Pursh) Á.Löve & D.Löve mô tả khoa học đầu tiên năm 1976.